# پدرو مسکرا
پدرو مسکرا (اسپانیایی: Pedro Mosquera‎؛ زادهٔ ۲۱ آوریل ۱۹۸۸) بازیکن فوتبال اهل اسپانیا است.
از تیم‌هایی که در آن بازی کرده‌است می‌توان به باشگاه فوتبال ختافه، باشگاه فوتبال رئال مادرید، باشگاه فوتبال رئال مادرید کاستیا، باشگاه فوتبال الچه، باشگاه فوتبال دپورتیوو لاکرونیا و تیم ملی فوتبال زیر ۱۷ سال اسپانیا اشاره کرد.